# Lista de canções gravadas por Demi Lovato

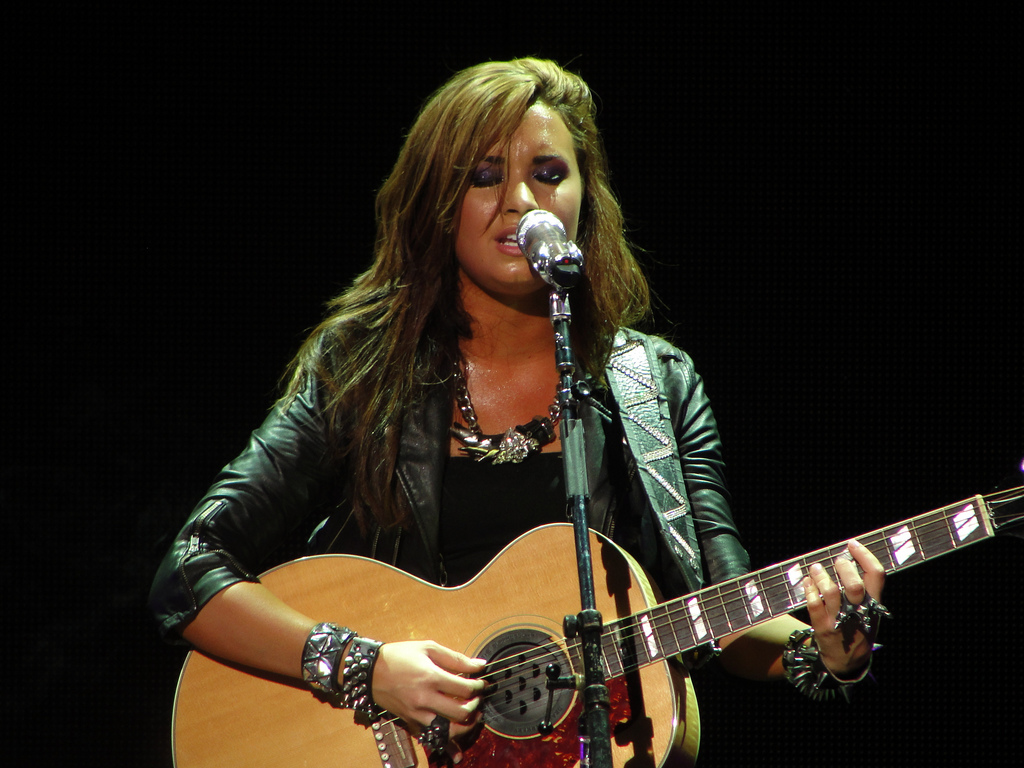

Este anexo reúne a lista de canções de Demi Lovato.

## Canções dos álbuns de estúdio
Todas as canções contidas nos álbuns de estúdio lançados por Demi Lovato.
A
| Canção           | Compositor(es)                                                                    | Álbum    | Ano  |
| ---------------- | --------------------------------------------------------------------------------- | -------- | ---- |
| "All Night Long" | Demi Lovato Melissa Elliott Timothy Mosley Jim Beanz Lyrica Anderson Joseph Angel | Unbroken | 2011 |

B
| Canção          | Compositor(es)                         | Álbum        | Ano  |
| --------------- | -------------------------------------- | ------------ | ---- |
| "Believe in Me" | Kara DioGuardi John Fields Demi Lovato | Don't Forget | 2008 |
| "Body Say"      |                                        |              |      |

C
| Canção          | Compositor(es)                                                                   | Álbum               | Ano  |
| --------------- | -------------------------------------------------------------------------------- | ------------------- | ---- |
| "Catch Me"      | Demi Lovato                                                                      | Here We Go Again    | 2009 |
| ''Cry Baby''    | Demi Lovato Taylor Parks Chloe Angelides Noonie Bao Jamie Sanderon Kevin Hissink | Tell Me You Love Me | 2017 |
| ''Concentrate'' | Demi Lovato Jeff Shum Dayyon Alexander Jimmy Burney Adam Tressler                | Tell Me You Love Me | 2017 |

D
| Canção           | Compositor(es)                                               | Álbum               | Ano  |
| ---------------- | ------------------------------------------------------------ | ------------------- | ---- |
| "Don't Forget"   | Demi Lovato Joe Jonas Kevin Jonas Nick Jonas                 | Don't Forget        | 2008 |
| ''Daddy Issues'' | Demi Lovato Trevor Felder William Zaire Simmons Sean Douglas | Tell Me You Love Me | 2017 |

E
| Canção                  | Compositor(es)                         | Álbum            | Ano  |
| ----------------------- | -------------------------------------- | ---------------- | ---- |
| "Everytime You Lie"     | John Fields Demi Lovato Jon McLaughlin | Here We Go Again | 2009 |
| "Everything You're Not" | Toby Gad Demi Lovato Lindy Robbins     | Here We Go Again | 2009 |

F
| Canção                       | Compositor(es)                             | Álbum            | Ano  |
| ---------------------------- | ------------------------------------------ | ---------------- | ---- |
| "Falling Over Me"            | John Fields Demi Lovato Jon McLaughlin     | Here We Go Again | 2009 |
| "Fix a Heart"                | Priscilla Renea Emanuel Kiriakou           | Unbroken         | 2011 |
| "For the Love of a Daughter" | Demi Lovato William Beckett                | Unbroken         | 2011 |
| "Fire Starter"               | Jarrad Rogers Lindy Robbins Julia Michaels | Demi             | 2013 |

G
| Canção                    | Compositor(es)                                                                    | Álbum               | Ano  |
| ------------------------- | --------------------------------------------------------------------------------- | ------------------- | ---- |
| "Get Back"                | Demi Lovato Joe Jonas Kevin Jonas Nick Jonas                                      | Don't Forget        | 2008 |
| "Gonna Get Caught"        | Demi Lovato Joe Jonas Kevin Jonas Nick Jonas                                      | Don't Forget        | 2008 |
| "Got Dynamite"            | E. Kidd Bogart Gary Clark Victoria Horn                                           | Here We Go Again    | 2009 |
| "Give Your Heart a Break" | Joshua Alexander Billy Steinberg                                                  | Unbroken            | 2011 |
| ''Games''                 | Demi Lovato Warren ''Oak'' Felder Trevor Brown William Zaire Simmons Sean Douglas | Tell Me You Love Me | 2017 |

H
| Canção             | Compositor(es)                                                                   | Álbum               | Ano  |
| ------------------ | -------------------------------------------------------------------------------- | ------------------- | ---- |
| "Here We Go Again" | Mher Filian Isaac Hasson Lindy Robbins                                           | Here We Go Again    | 2009 |
| "Hold Up"          | Demi Lovato Leah Haywood Daniel James Ross Golan                                 | Unbroken            | 2011 |
| "Heart Attack"     | Demi Lovato Diane Warren Jason Evigan Sean Douglas Nikki Williams                | Demi                | 2013 |
| ''Hitchhiker''     | Demi Lovato Jeff Shum Dayyon Alexander Jimmy Burney Adam Tressler Winston Howard | Tell Me You Love Me | 2017 |

I
| Canção         | Compositor(es)                        | Álbum    | Ano  |
| -------------- | ------------------------------------- | -------- | ---- |
| "In Real Life" | William James McAuley III Lindsey Ray | Unbroken | 2011 |
| "In Case"      | Emanuel Kiriakou Priscilla Renea      | Demi     | 2013 |

L
| Canção        | Compositor(es)                                                       | Álbum               | Ano  |
| ------------- | -------------------------------------------------------------------- | ------------------- | ---- |
| "La La Land"  | Demi Lovato Joe Jonas Kevin Jonas Nick Jonas                         | Don't Forget        | 2008 |
| "Lightweight" | Shanna Crooks Jim Beanz Frankie Storm                                | Unbroken            | 2011 |
| ''Lonely''    | Dijon McFarlane Sarah Aarons Dwayane Carter Nick Audino Lewis Hughes | Tell Me You Love Me | 2017 |

M
| Canção                   | Compositor(es)                                                   | Álbum    | Ano  |
| ------------------------ | ---------------------------------------------------------------- | -------- | ---- |
| "Mistake"                | Leah Haywood Daniel James Shelly Peiken                          | Unbroken | 2011 |
| "My Love Is Like a Star" | Toby Gad James Morrison                                          | Unbroken | 2011 |
| "Made in the USA"        | Jonas Jeberg Jason Evigan Corey Chorus Blair Perkins Demi Lovato | Demi     | 2013 |

N
| Canção            | Compositor(es)                                                                  | Álbum | Ano  |
| ----------------- | ------------------------------------------------------------------------------- | ----- | ---- |
| "Neon Lights"     | Mario Marchetti Tiffany Vartanyan Ryan Tedder Noel Zancanella Demi Lovato       | Demi  | 2013 |
| "Never Been Hurt" | Ali Tamposi Jason Evigan Jordan Johnson Marcus Lomax Stefan Johnson Demi Lovato | Demi  | 2013 |
| "Nightingale"     | Anne Preven Matt Radosevich Felicia Barton Demi Lovato                          | Demi  | 2013 |

O
| Canção           | Compositor(es)                                                    | Álbum               | Ano  |
| ---------------- | ----------------------------------------------------------------- | ------------------- | ---- |
| "On the Line"    | Demi Lovato Joe Jonas Kevin Jonas Nick Jonas                      | Don't Forget        | 2008 |
| ''Only Forever'' | Demi Lovato Warren "Oak" Felder Sean Douglas Ilsey Juber Toby Gad | Tell Me You Love Me | 2017 |

P
| Canção  | Compositor(es)                             | Álbum        | Ano  |
| ------- | ------------------------------------------ | ------------ | ---- |
| "Party" | Demi Lovato John Fields Robert Schwartzman | Don't Forget | 2008 |

Q
| Canção  | Compositor(es)                       | Álbum            | Ano  |
| ------- | ------------------------------------ | ---------------- | ---- |
| "Quiet" | Scott Cutler Demi Lovato Anne Preven | Here We Go Again | 2009 |

R
| Canção                  | Compositor(es)                                              | Álbum               | Ano  |
| ----------------------- | ----------------------------------------------------------- | ------------------- | ---- |
| "Remember December"     | John Fields Demi Lovato Anne Preven                         | Here We Go Again    | 2009 |
| "Really Don't Care"     | Carl Falk Rami Yacoub Savan Kotecha Demi Lovato Cher Lloyd  | Demi                | 2013 |
| ''Ruin The Friendship'' | Demi Lovato Ido Zmishlany Brittany Amaradio Chloe Angelides | Tell Me You Love Me | 2017 |

S
| Canção                     | Compositor(es)                                                                    | Álbum               | Ano  |
| -------------------------- | --------------------------------------------------------------------------------- | ------------------- | ---- |
| "Stop the World"           | P.J. Bianco Nick Jonas Demi Lovato                                                | Here We Go Again    | 2009 |
| "Solo"                     | Scott Cutler Demi Lovato Anne Preven                                              | Here We Go Again    | 2009 |
| "Skyscraper"               | Toby Gad Kerli Kõiv Lindy Robbins                                                 | Unbroken            | 2011 |
| "Shouldn't Come Back"      | Rami Yacoub Carl Falk Savan Kotecha Demi Lovato                                   | Demi                | 2013 |
| "Something That We're Not" | Demi Lovato Andrew Goldstein Emanuel Kiriakou Savan Kotecha                       | Demi                | 2013 |
| ''Sorry Not Sorry''        | Demi Lovato Warren ''Oak'' Felder Sean Douglas Trevor Brown William Zaire Simmons | Tell Me You Love Me | 2017 |
| ''Sexy Dirty Love''        | Demi Lovato Trevor Brown William Zaire Simmons                                    | Tell Me You Love Me | 2017 |

T
| Canção                  | Compositor(es)                                                                    | Álbum               | Ano  |
| ----------------------- | --------------------------------------------------------------------------------- | ------------------- | ---- |
| "The Middle"            | Jason Reeves John Fields Kara DioGuardi                                           | Don't Forget        | 2008 |
| "Trainwreck"            | Demi Lovato                                                                       | Don't Forget        | 2008 |
| "Two Worlds Collide"    | Demi Lovato Joe Jonas Kevin Jonas Nick Jonas                                      | Don't Forget        | 2008 |
| "Together"              | Demi Lovato Timothy Mosley Jim Beanz Lyrica Anderson Terence Jones Garland Mosley | Unbroken            | 2011 |
| "Two Pieces"            | Livvi Franc Mitch Allan Jason Evigan                                              | Demi                | 2013 |
| ''Tell Me You Love Me'' | John Hill Kirby Lauryen Ajay Bhattacharya                                         | Tell Me You Love Me | 2017 |

U
| Canção                | Compositor(es)                                                  | Álbum            | Ano  |
| --------------------- | --------------------------------------------------------------- | ---------------- | ---- |
| "Until You're Mine"   | Andy Dodd Adam Watts                                            | Don't Forget     | 2008 |
| "U Got Nothin' On Me" | Mher Filian Isaac Hasson John Fields Demi Lovato Jon McLaughlin | Here We Go Again | 2009 |
| "Unbroken"            | Demi Lovato Leah Haywood Daniel James                           | Unbroken         | 2011 |

W
| Canção             | Compositor(es)                                              | Álbum            | Ano  |
| ------------------ | ----------------------------------------------------------- | ---------------- | ---- |
| "World of Chances" | Demi Lovato John Mayer                                      | Here We Go Again | 2009 |
| "Who's That Boy"   | Devin Tailes Ryan Tedder Noel Zancanella                    | Unbroken         | 2011 |
| "Warrior"          | Demi Lovato Andrew Goldstein Emanuel Kiriakou Lindy Robbins | Demi             | 2013 |
| "Without the Love" | Matt Squire Roy Battle Freddy Wexler Demi Lovato            | Demi             | 2013 |

Y
| Canção                             | Compositor(es)                                                                | Álbum               | Ano  |
| ---------------------------------- | ----------------------------------------------------------------------------- | ------------------- | ---- |
| "You're My Only Shorty"            | Tim James Antonina Armato                                                     | Unbroken            | 2011 |
| ''You Don't Do It for Me Anymore'' | Demi Lovato Jonas Jeberg Chloe Angelides James ''Gladius'' Wong Ashlyn Wilson | Tell Me You Love Me | 2017 |

### Faixas bônus
Canções lançadas como faixas bônus nos álbuns de estúdio de Demi Lovato.
| Canção                       | Compositor(es)                                                   | Álbum                                       | Ano  |
| ---------------------------- | ---------------------------------------------------------------- | ------------------------------------------- | ---- |
| "Back Around"                | Demi Lovato Jonas Brothers                                       | Don't Forget (versão internacional)         | 2009 |
| "Behind Enemy Lines"         | Demi Lovato Jonas Brothers                                       | Don't Forget (edição deluxe)                | 2009 |
| "Lo Que Soy"                 | Adam Watts Andy Dodd                                             | Don't Forget (edição deluxe)                | 2009 |
| "Rascacielo"                 | Toby Gad Kerli Kõiv Lindy Robbins                                | Unbroken (apenas na América Latina e Japão) | 2011 |
| "Aftershock"                 | Leah Haywood Daniel James Amy Pearson Shelly Peiken              | Unbroken (apenas no Japão)                  | 2012 |
| "Yes I Am"                   | Priscilla Renea Dapo Torimiro                                    | Unbroken (apenas no Japão)                  | 2012 |
| "I Hate You, Don't Leave Me" | Demi Lovato Andrew Goldstein Evan "Kidd" Bogart Emanuel Kiriakou | Demi (apenas na Target)                     | 2013 |

## Canções de trilhas sonoras
Canções gravadas por Demi Lovato para trilhas sonoras de filmes ou séries.
| Canção                    | Compositor(es)                                                                                           | Álbum                                            | Filme                                      | Ano  |
| ------------------------- | --- | ------------------------------------------------ | ------------------------------------------ | ---- |
| "Our Time is Here"        | Antonina Armato Tim James                                                                                | Camp Rock Soundtrack                             | Camp Rock                                  | 2008 |
| "This Is Me"              | Andy Dodd Adam Watts                                                                                     | Camp Rock Soundtrack                             | Camp Rock                                  | 2008 |
| "We Rock"                 | Kara DioGuardi Greg Wells                                                                                | Camp Rock Soundtrack                             | Camp Rock                                  | 2008 |
| "Who Will I Be?"          | Matthew Gerrard Robbie Nevil                                                                             | Camp Rock Soundtrack                             | Camp Rock                                  | 2008 |
| "Gift of a Friend"        | Andy Dodd Demi Lovato Adam Watts                                                                         | Tinker Bell and the Lost Treasure Soundtrack     | Tinker Bell e o Tesouro Perdido            | 2009 |
| "Brand New Day"           | Kara DioGuardi Mitch Allan                                                                               | Camp Rock 2: The Final Jam Soundtrack            | Camp Rock 2 - The Final Jam                | 2010 |
| "Wouldn't Change a Thing" | Adam Anders Nikki Hassman Peer Astrom                                                                    | Camp Rock 2: The Final Jam Soundtrack            | Camp Rock 2 - The Final Jam                | 2010 |
| "It's On"                 | Lyrica Anderson Kovasciar Myvette Toby Gad                                                               | Camp Rock 2: The Final Jam Soundtrack            | Camp Rock 2 - The Final Jam                | 2010 |
| "Can't Back Down"         | Antonina Armato Tim James Tom Sturges                                                                    | Camp Rock 2: The Final Jam Soundtrack            | Camp Rock 2 - The Final Jam                | 2010 |
| "You're My Favorite Song" | Jeannie Lurie Chen Neeman Aris Archontis                                                                 | Camp Rock 2: The Final Jam Soundtrack            | Camp Rock 2 - The Final Jam                | 2010 |
| "What We Came Here For"   | Jamie Houston                                                                                            | Camp Rock 2: The Final Jam Soundtrack            | Camp Rock 2 - The Final Jam                | 2010 |
| "This is Our Song"        | Adam Watts Andy Dodd                                                                                     | Camp Rock 2: The Final Jam Soundtrack            | Camp Rock 2 - The Final Jam                | 2010 |
| "Different Summers"       | Jamie Houston                                                                                            | Camp Rock 2: The Final Jam Soundtrack            | Camp Rock 2 - The Final Jam                | 2010 |
| "It's Not Too Late"       | Adam Watts Andy Dodd                                                                                     | Camp Rock 2: The Final Jam Soundtrack            | Camp Rock 2 - The Final Jam                | 2010 |
| "Me, Myself and Time"     | Antonina Armato Tim James Devrim Karaoglu                                                                | Sonny with a Chance Soundtrack                   | Sunny Entre Estrelas                       | 2010 |
| "So Far, So Great"        | Jeanne Lurie Aris Archontis Chen Neeman                                                                  | Sonny with a Chance Soundtrack                   | Sunny Entre Estrelas                       | 2010 |
| "Work of Art"             | Adam Anders Nikki Hassman Peer Astrom Pam Sheyne                                                         | Sonny with a Chance Soundtrack                   | Sunny Entre Estrelas                       | 2010 |
| "What to Do"              | Jeff Cohen Nathan Darmody Graham Edwards                                                                 | Sonny with a Chance Soundtrack                   | Sunny Entre Estrelas                       | 2010 |
| "Heart by Heart"          | Diane Warren                                                                                             | The Mortal Instruments: City of Bones Soundtrack | Os Instrumentos Mortais - Cidade dos Ossos | 2013 |
| "Let It Go"               | Kristen Anderson-Lopez Robert Lopez                                                                      | Frozen Soundtrack                                | Frozen - Uma Aventura Congelante           | 2013 |
| "Here Comes the Sun"      | George Harrison                                                                                          | Glee Soundtrack                                  | Glee - Em Busca da Fama                    | 2013 |
| "Let It Be"               | John Lennon Paul McCartney                                                                               | Glee Soundtrack                                  | Glee - Em Busca da Fama                    | 2013 |
| "Roar"                    | Katy Perry Lukasz Gottwald Max Martin Bonnie McKee Henry Walter                                          | Glee Soundtrack                                  | Glee - Em Busca da Fama                    | 2013 |
| "The Fox"                 | Nicholas Boundy Mikkel S. Eriksen Tor Erik Hermansen Bård Ylvisåker Vegard Ylvisåker Christian Løchstøer | Glee Soundtrack                                  | Glee - Em Busca da Fama                    | 2013 |
| "Into the Groove"         | Madonna Stephen Bray                                                                                     | Glee Soundtrack                                  | Glee - Em Busca da Fama                    | 2013 |
| "Hold On"                 | Wilson Phillips Chynna Phillips Glen Ballard Carnie Wilson                                               | Glee Soundtrack                                  | Glee - Em Busca da Fama                    | 2014 |
| "The Happening"           | Holland–Dozier–Holland De Vol                                                                            | Glee Soundtrack                                  | Glee - Em Busca da Fama                    | 2014 |

## Outras canções
Canções gravadas pela cantora, lançadas em diversos álbuns, como coletâneas, e como singles sem álbum.
| Canção                  | Compositor(es)                                                         | Álbum                         | Ano  | Featuring                                  |
| ----------------------- | ---------------------------------------------------------------------- | ----------------------------- | ---- | ------------------------------------------ |
| "That's How You Know"   | Alan Menken Stephen Schwartz                                           | DisneyMania 6                 | 2008 |                                            |
| "One and the Same"      | Dave Derby Colleen Fitzpatrick Michael Kotch                           | Disney Channel Playlist       | 2009 | Selena Gomez                               |
| "Send It On"            | Adam Anders Peter Astrom Nikki Hassman                                 | Single                        | 2009 | Jonas Brothers, Miley Cyrus & Selena Gomez |
| "Make a Wave"           | Demi Lovato Joe Jonas                                                  | Single                        | 2010 | Joe Jonas                                  |
| "We'll Be a Dream"      | Travis Clark                                                           | Smile Kid (We the Kings)      | 2010 | we The Kings                               |
| "Why Don't You Love Me" | Nash Overstreet Martin Johnson                                         | Whatever (Hot Chelle Rae)     | 2011 | Hot Chelle Rae                             |
| "Somebody To You"       | Carl Falk Savan Kotecha Kristian Lundin                                | Meet The Vamps (The Vamps)    | 2014 | The Vamps                                  |
| "Avalanche"             | T.J. Ruoton Joseph Kirkland Jason Dean Michel Heyaca Nick Jonas        | Nick Jonas (Nick Jonas)       | 2014 | Nick Jonas                                 |
| "Up"                    | Wayne Hector Daniel Davidsen Maegan Cottone Peter Wallevik Mich Hansen | Never Been Better (Olly Murs) | 2014 | Olly Murs                                  |
| "Without A Fight"       | Brad Paisley Kelley Lovelace Lee Thomas Miller                         | Single                        | 2016 | Brad Paisley                               |
| "Body Say"              | Demi Lovato                                                            | Single                        | 2016 |                                            |
| "No Promises"           | Demi Lovato Lauv                                                       | Single                        | 2017 | Cheat Codes                                |
| "Instruction"           | Demi Lovato MNEK                                                       | Single                        | 2017 | Jax Jones, Stefflon Don                    |

## Canções não lançadas
Canções que Demi Lovato escreveu/gravou, mas não foram oficialmente lançadas.
| Canção                                                                      |
| --------------------------------------------------------------------------- |
| "1,2,3,4 Goodbye"                                                           |
| " My Stupid Heart "                                                         |
| "Have Yourself a Merry Little Christmas"                                    |
| "I Can Only Imagine"                                                        |
| "Not Yet"                                                                   |
| "Only Color I See"                                                          |
| "Open"                                                                      |
| "Ride"                                                                      |
| "Shadow"                                                                    |
| "Stronger"                                                                  |
| "Too Much Love"                                                             |
| "Trash"                                                                     |
| "Shut Up & Love Me"                                                         |
| "Besame Mucho" (música provavelmente feita pra o Wilmer Eduardo Valderrama) |
| "Abracadabra"                                                               |
| "My Kind of Crazy"                                                          |
| "Be Okay"                                                                   |
| "Spotlight"                                                                 |
| "Proof"                                                                     |

## Covers
Alguns covers apresentados pela cantora.
| Canção                                    | Artista original                  |
| ----------------------------------------- | --------------------------------- |
| "All I Want for Christmas Is You"         | Mariah Carey                      |
| "Silent Night"                            |                                   |
| "Wonderful Christmas Time"                | Paul McCartney                    |
| "Have Yourself A Merry Little Christmas"  | Frank Sinatra                     |
| "Angels Among Us"                         | Alabama                           |
| "Daughters"                               | John Mayer                        |
| "Daydream"                                | Avril Lavigne                     |
| "You Give Love a Bad Name"                | Bon Jovi                          |
| "(You Make Me Feel Like) A Natural Woman" | Aretha Franklin                   |
| "How to Love"                             | Lil Wayne                         |
| "Moves Like Jagger"                       | Maroon 5 feat. Christina Aguilera |
| "Turn Up the Music"                       | Chris Brown                       |
| "American Honey"                          | Lady Antebellum                   |
| "The House That Built Me"                 | Miranda Lambert                   |
| "Stay"                                    | Rihanna                           |
| "Titanium"                                | David Guetta feat. Sia            |
| "Give Me Love"                            | Ed Sheeran                        |
| "Thriller (canção)"                       | Michael Jackson                   |
| "Hello"                                   | Adele                             |
| "Take Me To Church"                       | Hozier                            |
| "Ain't No Way"                            | Aretha Franklin                   |